# Cmentarze Żołnierzy Radzieckich w Cybince
Cmentarze Żołnierzy Radzieckich w Cybince – dwa cmentarze wojenne w Cybince (województwo lubuskie), na których pochowano ponad 11 tys. żołnierzy radzieckich z 33 Armii generała Wiaczesława Cwietajewa poległych na linii Odry od lutego do maja 1945.

## Cmentarz oficerski
Cmentarz oficerów Armii Czerwonej znajduje się przy ul. Lwowskiej. Przy wejściu znajduje się pomnik oficera radzieckiego stojącego na godle III Rzeszy. Na murze z cegły stanowiącym frontową ścianę cmentarza znajduje się 18 płaskorzeźb przedstawiających rodzaje wojsk radzieckich z okresu II wojny światowej. Ogółem na cmentarzu pochowanych jest 575 oficerów (w tym zidentyfikowanych 569).

## Cmentarz żołnierski
Cmentarz żołnierzy Armii Czerwonej o powierzchni 1,62 hektarów znajduje się przy ul. Białkowskiej i utrzymany jest w formie parkowej. Po lewej stronie znajduje się tablica informacyjna przedstawiająca układ 404 mogił zbiorowych znajdujących się na cmentarzu. Ogółem w mogiłach tych pochowanych jest 10 870 żołnierzy Armii Czerwonej (w tym zidentyfikowanych 6213). Centralnym elementem cmentarza jest płaskorzeźba kobiety trzymająca gałązkę laurową.